# Evald Thavenius
Evald Theodor Thavenius, född 8 april 1823 i Stockholm, död 11 maj 1888 i Stockholm, var en svensk byggmästare. Han uppförde bland annat det efter honom uppkallade Thaveniuska huset vid Strandvägen 19–21 i Stockholm.

## Biografi
Thavenius inskrevs i lära 1843 hos murmästaren och bisittaren i Murmestare Embetet, Carl Hallström och utskrevs 1845 som murmästaregesäll. 1851 inträdde han i Murmestare Embetet (mästare nummer 145) och avancerade till ålderman. Han satt i Stockholms stadsfullmäktige från 1871 till sin död 1888 och var ledamot av drätselnämnden 1876–1881. Efter 1875 var han även suppleant i Stockholms byggnadsnämnd. Thavenius fann sin sista vila på Norra begravningsplatsen där han gravsattes den 17 maj 1888 i Thaveniuska familjegraven.

### Utförda arbeten (urval)
Thavenius var huvudentreprenör för ombyggnaden av villa Täcka udden på Södra Djurgården som utfördes 1869–1870 efter ritningar av arkitekterna Axel Kumlien och Hjalmar Kumlien. Bland andra av honom utförda arbeten märks Bolinderska palatset på Blasieholmen byggt 1874–1877 för industrimannen Jean Bolinder samt Gamla Jernkontorets byggnad vid Kungsträdgårdsgatan 6 som han byggde 1872–1875 för Jernkontoret.
Thavenius namn kom dock mest förknippas med det efter honom uppkallade Thaveniuska huset på fastigheten Adelman mindre 17 (Strandvägen 19–21) som han byggde åt sig själv och sin familj. Huset uppförde han 1884–1885 efter ritningar av arkitekt Isak Gustaf Clason och var då ett av de första som byggdes vid Stockholms nya paradgata. Fastigheten är blåmärkt av Stadsmuseet i Stockholm, vilket är det starkaste skyddet och innebär "att bebyggelsen bedöms ha synnerligen höga kulturhistoriska värden".

## Referenser

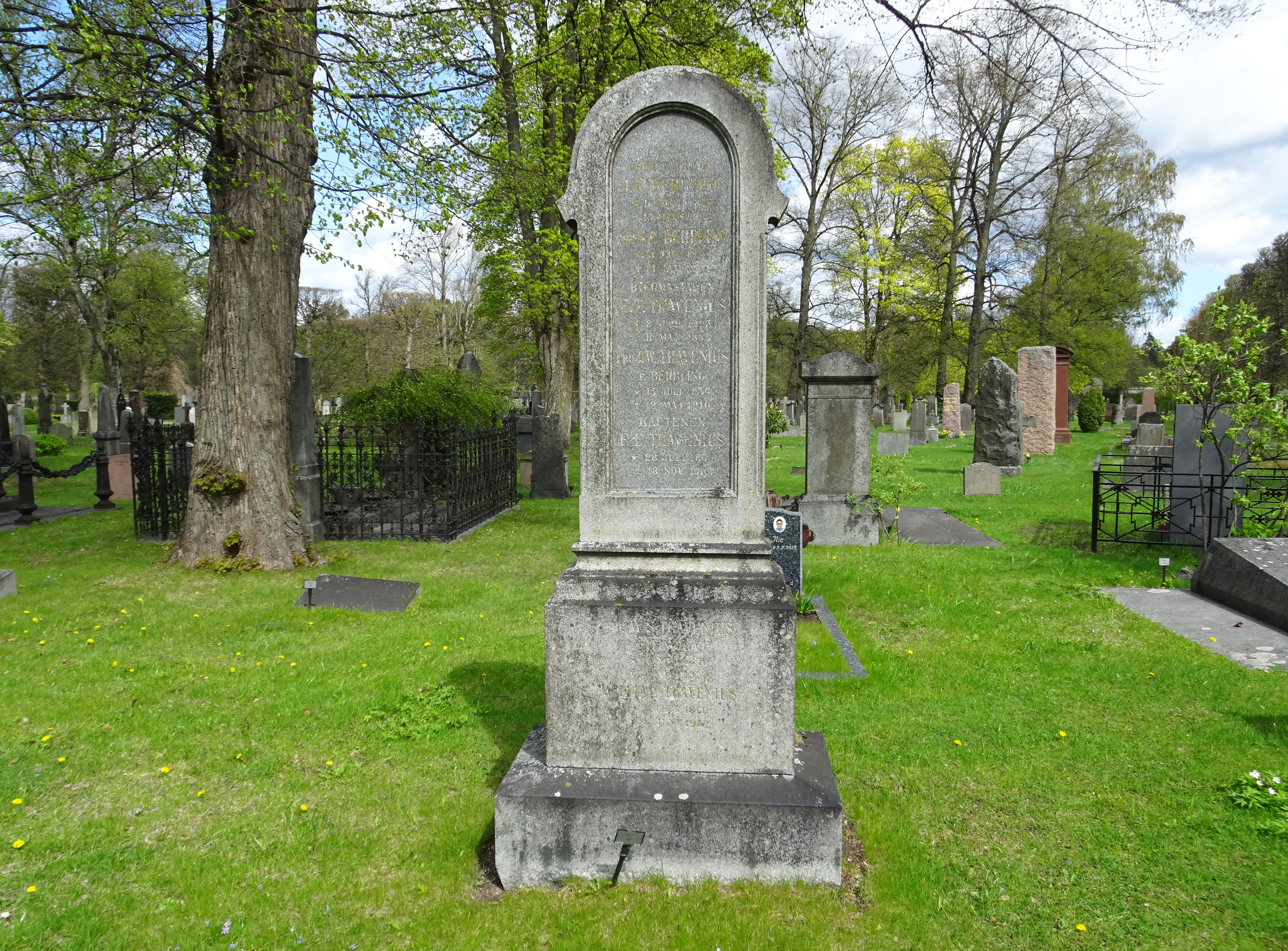
Evald Thavenius gravsten.

### Bilder, utförda arbeten (urval)

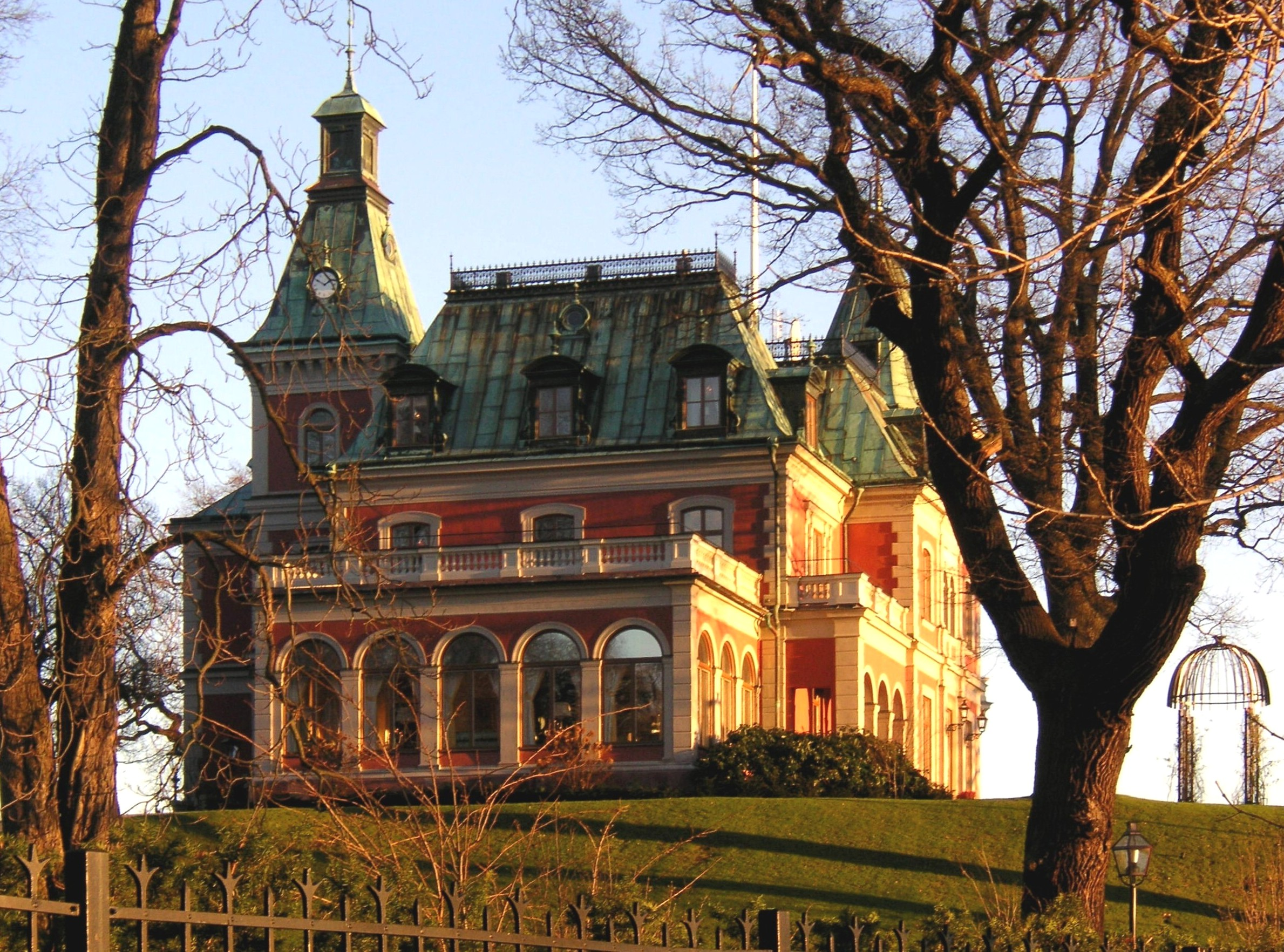
Täcka udden.
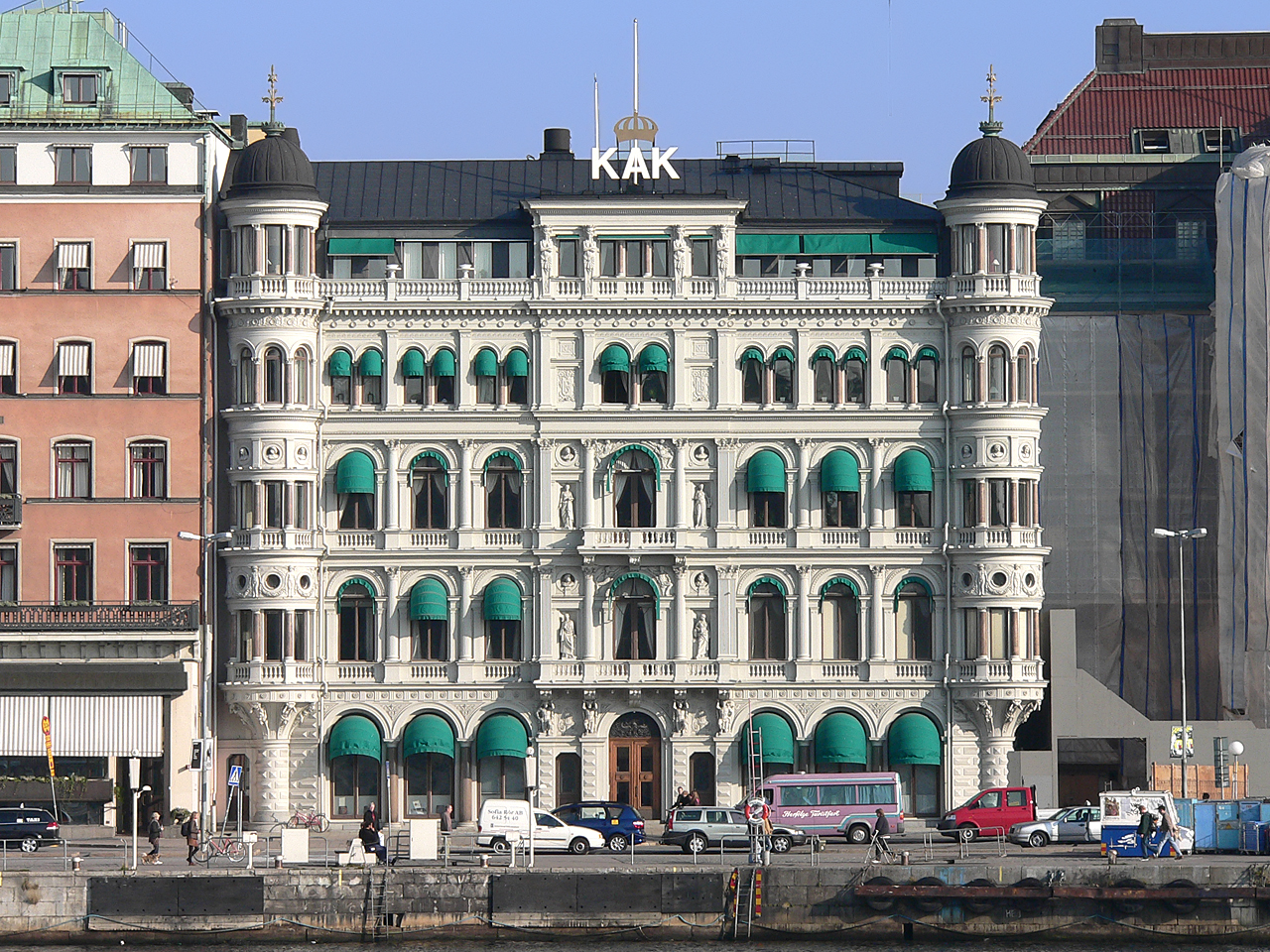
Bolinderska palatset.
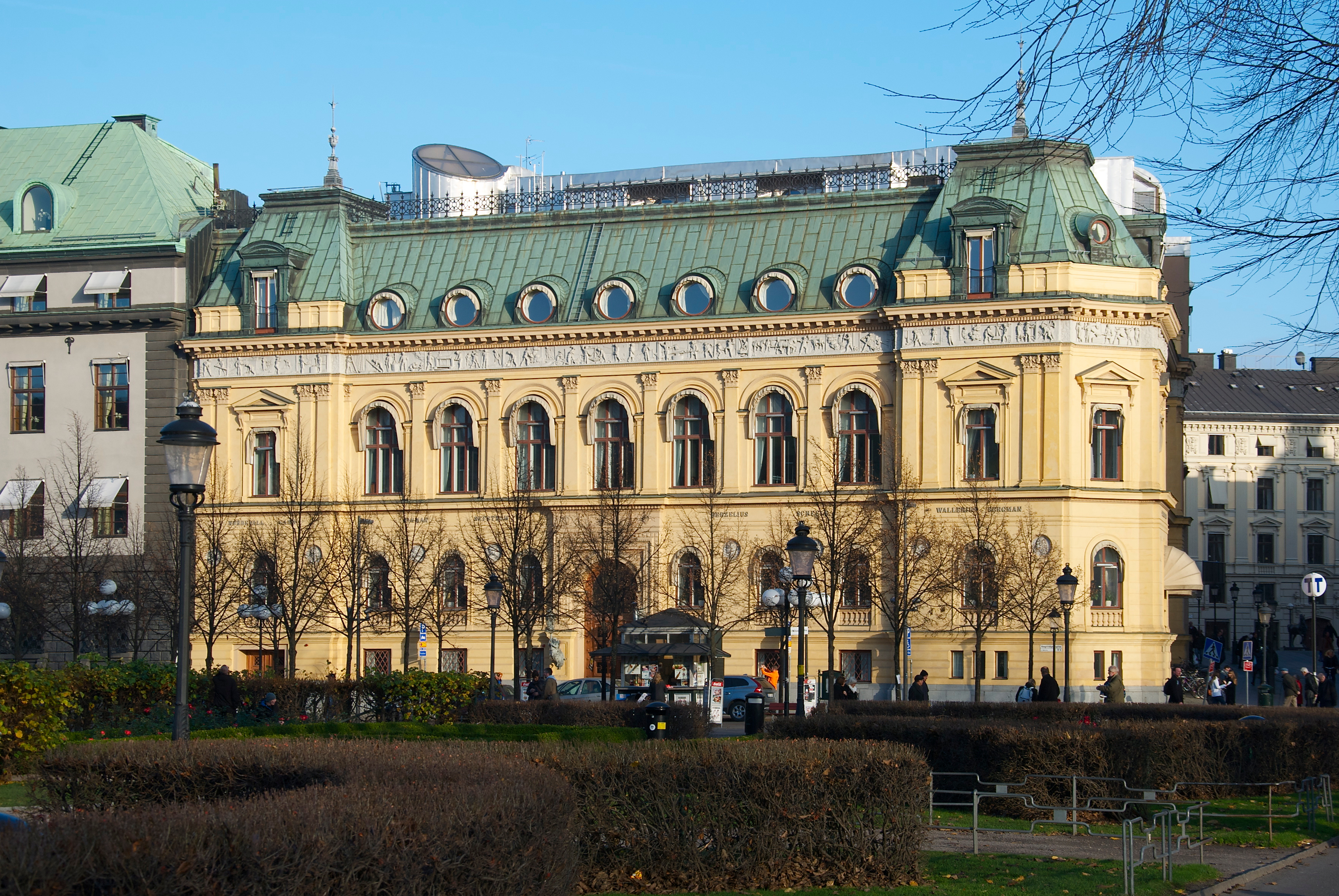
Gamla Jernkontoret.
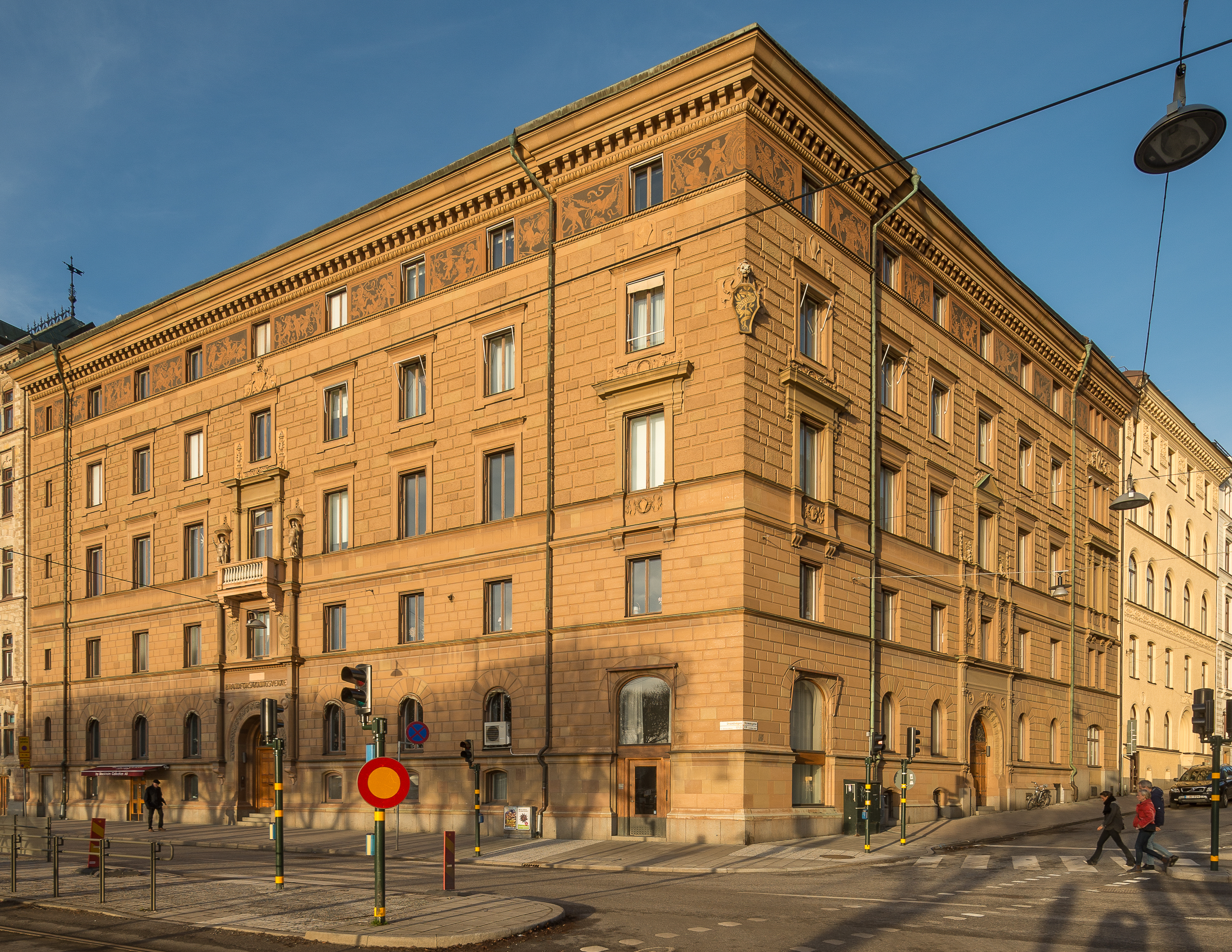
Thaveniuska huset.